# Acmadenia
Acmadenia es un género con 34 especies de plantas  perteneciente a la familia Rutaceae. Se encuentra en Sudáfrica.

## Especies
| - Acmadenia alternifolia Cham. - Acmadenia argillophila I.Williams - Acmadenia baileyensis I.Williams - Acmadenia bodkinii (Schltr.) Strid - Acmadenia burchellii Dümmer - Acmadenia candida I.Williams - Acmadenia densifolia Sond. - Acmadenia faucitincta I.Williams - Acmadenia flaccida Eckl. & Zeyh. - Acmadenia fruticosa I.Williams - Acmadenia gracilis Dümmer - Acmadenia heterophylla P.E.Glover - Acmadenia kiwanensis I.Williams - Acmadenia latifolia I.Williams - Acmadenia laxa I.Williams - Acmadenia macradenia (Sond.) Dümmer - Acmadenia macropetala (P.E.Glover) Compton | - Acmadenia maculata I.Williams - Acmadenia matroosbergensis E.Phillips - Acmadenia mundiana Eckl. & Zeyh. - Acmadenia nivea I.Williams - Acmadenia nivenii Sond. - Acmadenia obtusata (Thunb.) Bartl. & H.L.Wendl. - Acmadenia patentifolia I.Williams - Acmadenia rourkeana I.Williams - Acmadenia rupicola I.Williams - Acmadenia sheilae I.Williams - Acmadenia tenax I.Williams - Acmadenia teretifolia (Link) E.Phillips - Acmadenia tetracarpellata I.Williams - Acmadenia tetragona (L.f.) Bartl. & H.L.Wendl. - Acmadenia trigona (Eckl. & Zeyh.) Druce - Acmadenia wittebergensis (Compton) I.Williams |